# 武藤治太
武藤 治太（むとう はるた、1937年12月2日 - ）は、日本の経営者。大和紡績社長を務めた。兵庫県出身。祖父は鐘紡社長を務めた武藤山治。

## 経歴
1960年に慶應義塾大学法学部を卒業し、同年4月に大和紡績に入社。1988年6月に取締役に就任し、1991年6月に常務を経て、1992年6月に社長に就任。2003年6月に会長に就任し、208年6月から相談役を務めた。